# Annie van Harten
Annie (Antje) van Veldhuizen - van Harten (Raalte, 19 mei 1922 – Velp, oktober 2024) was een Nederlandse verzetsstrijdster tijdens de Tweede Wereldoorlog. Van Harten behoort daarnaast tot de groep mensen, die meer dan honderd jaar oud zijn geworden.

## Levensloop

### Jeugd
Van Harten werd op 19 mei 1922 in Raalte (Overijssel) geboren als eerste kind van Marten van Harten (1891-1961) en Gerritdina Flim (1895-1983). Ze had één zus en twee broers. Haar vader was een succesvolle handelaar in stro en hooi.
Omdat haar protestantse vader zich niet thuis voelde in het katholieke Raalte, verhuisde het gezin in 1925 naar Nijverdal. Van Harten had daar een onbezorgde jeugd waarin lezen en sport haar favoriete bezigheden waren. Het gezin had bediendes voor schoonmaak, het huishouden en de kinderen. In de periode tussen de Eerste en Tweede Wereldoorlog was vader Van Harten één van de weinige autobezitters in Nijverdal. Na de lagere school ging Annie van Harten naar de MULO. Ze leerde stenografie, typen en beschaafd Nederlands spreken.

### Oorlog en Verzet
In de beginjaren van de Tweede Wereldoorlog werkte Van Harten in het plaatselijke distributiekantoor van de gemeente Hellendoorn. Ze was verantwoordelijk voor de verdeling van distributiebonnen, die nodig waren om tijdens de oorlog schaarse middelen te kunnen kopen. Als medewerker kreeg ze de mogelijkheid om, zoals ze zelf zei, 'creatief' te boekhouden, waardoor ze voedselbonnen en distributiekaarten voor onderduikers kon bemachtigen.
Het huis van de familie Van Harten in Nijverdal deed dienst als onderduikadres, waar onder anderen drie Amerikaanse piloten verborgen zaten, die boven Nederland waren neergeschoten. Het gezin beschikte over een illegale radio waarmee men naar Radio Oranje luisterde.
Op het distributiekantoor ontmoette Van Harten haar latere echtgenoot Cornelis (Kim) van Veldhuizen (1920-1999). Hij werkte als marechaussee bij de beveiliging van het kantoor. In die functie deed hij zich vriendelijk voor richting de Duitse bezetters, maar hij raakte ondertussen betrokken bij het  Nederlandse verzet.
Nadat een vriend van Van Veldhuizen in 1943 werd gearresteerd, dook hij onder in Garrelsweer (Groningen). Omdat hij onvindbaar was, pakte de Duitse Sicherheitsdienst (SD) de 21-jarige Van Harten op. Ze belandde in de toenmalige vrouwengevangenis tegenover de Walburgiskerk naast het het Paleis van Justitie in Arnhem. Dankzij haar nette kleding en voorkomen werd ze op de afdeling voor politieke gevallen bij negen oudere dames van adel geplaatst, waaronder mevrouw Baronesse van Hardenbroek de Beaufort. Deze barones werkte later als hofdame van Koningin Wilhelmina. De Duitsers van het Huis van Bewaring ondervroegen Van Harten keer op keer over Van Veldhuizen met wie zij ondertussen verloofd was en die bekend stond als de verzetsstrijder Zwarte Henk. Ze wilde en kon hen echter niets vertellen over zijn verblijfplaats. In de gevangenis liep Van Harten dysenterie op en werd daardoor ernstig ziek. Na drie weken gevangenschap werd ze, mede dankzij een handelsrelatie van haar vader, onverwacht vrijgelaten.
Na haar vrijlating verhuisde Van Harten naar Groningen om zo dichter bij Van Veldhuizen te kunnen zijn. Daar vond ze een baan als stenotypiste bij een makelaar. Af en toe lukte het Van Veldhuizen, die ondertussen zeer actief was in het verzet, om Van Harten op te zoeken. Op een gegeven moment werd het hen in Groningen ook te heet onder de voeten en vluchtte het stel naar Dantumadeel in Friesland.
In Dantumadeel werd Van Harten onder de naam Antje actief als koerierster van het verzet. Zij behoorde tot de Binnenlandse Strijdkrachten (N.B.S.), waar ook Annie Meines en Ali Hollander deel van uitmaakten. Met uit het hoofd geleerde berichten en de verzetskrant Trouw, bonkaarten, illegale post en persoonsbewijzen onder haar jas verplaatste ze zich op haar fiets met houten banden. Zoals ze later vertelde, controleerden de Duitse soldaten de koeriersters nauwelijks, omdat ze zich niet voor konden stellen dat jonge vrouwen zoals zij betrokken waren bij het verzet. Één van de soldaten bracht haar zelfs een keer naar huis toen ze deed alsof ze gewond was. Bang was Van Harten nooit. Ook heeft ze het nooit spannend gevonden. Later zei ze hierover: "Nee, het gebeurde gewoon, het was je werk. Ik had al vastgezeten, dus dat was niet zo bezwaarlijk."
Van Harten werkte ook mee aan de droppings van wapens vanuit Engeland. Zij en andere verzetsstrijders plaatsten buiten lampjes om de Engelse piloten de juiste locaties te wijzen en hielpen met het verbergen van de gedropte wapens.
Één van de meest ingrijpende gebeurtenissen uit het verzetsleven van Van Harten en Van Veldhuizen was de overval bij Dokkum. Van Veldhuizen was commandant van de Friese knokploeg, die in januari 1945 de door de Duitsers gearresteerde apotheker Piet Gunster wilde bevrijden. De dag dat de apotheker werd overgebracht naar Leeuwarden, wachtten de verzetsmensen het transport op. De overval in De Valom bij de brug over de Valomstervaart verliep chaotisch en eindigde in een schietpartij waarbij twee Duitsers omkwamen. Als vergelding executeerden de Duitsers twintig gevangenen, voornamelijk mannen uit het verzet. Hun lichamen bleven daarna 24 uur buiten liggen als afschrikmiddel voor de bevolking. Van Harten kon de lichamen vanuit haar onderduikadres zien. Deze gebeurtenis, die nu bekend staat als de Represaille in Dokkum, is Van Harten altijd bijgebleven. Ze droomde er na de oorlog nog vaak over.
Een andere gebeurtenis, die diepe indruk op Van Harten maakte was de dood van Jan Kaper en Harm Brouwer, twee verzetsstrijders van de groep waar Van Harten ook toebehoorde. De twee mannen werden vlak voor de bevrijding door de bezetters dood geschoten. Van Harten ging mee om de lichamen van de gesneuvelde mannen naar hun families te brengen.
De laatste maanden van de oorlog zat Van Harten, samen met onder andere Klaas, Cornelis en Tom Spriensma ondergedoken bij de familie Autsema in Dantumadeel.

### Na de oorlog
Op 2 augustus 1945 trouwde Van Harten met Van Veldhuizen. Het lukte haar om voor tien gulden een lap stof te kopen waar ze zelf haar trouwjurk van naaide. Het echtpaar kreeg vijf kinderen; vier zoons en één dochter. Het gezin woonde vlak na de oorlog in Hellendoorn waar Van Veldhuizen bij de politie werkte. Van Harten was huisvrouw, zorgde voor de kinderen en deed vrijwilligerswerk. Daarnaast speelde ze graag tennis en badminton, en deed ze aan volksdansen. In 1950 werd haar echtgenoot inspecteur, en later hoofdinspecteur, bij de politie in Almelo. In 1971 verhuisde het gezin naar Velp waar Van Veldhuizen tot zijn pensioen als commissaris van de politie werkte.
Van Hartens echtgenoot overleed in 1999. In 2016 onthulde Van Harten samen met Piet Wijbenga (zoon van Klaas Wijbenga) een plaquette bij de brug in De Valom ter nagedachtenis aan het drama waar haar man bij betrokken was geweest.
Vlak voor haar 100ste verjaardag verruilde Van Harten de woning aan de Vondellaan in Velp waar ze meer dan 50 jaar had gewoond voor een plek in een verzorgingshuis in dezelfde woonplaats. Daar vermaakte zij zich met lezen, tv-kijken, internetten en cryptogrammen oplossen. Ter ere van haar 100ste verjaardag ontving ze bloemen van burgemeester Carol van Eert van de gemeente Rheden.
Volgens Van Harten spraken zij en haar man, net als veel andere Nederlanders, na de oorlog niet veel over wat er allemaal gedurende de bezetting was gebeurd. Tijdens haar verhuizing naar het verzorgingstehuis vonden haar kinderen op zolder een kistje met voorwerpen uit de oorlog, waaronder een armband van de N.B.S, valse identiteitspapieren en haar persoonsbewijs. Deze vondst bracht herinneringen boven en motiveerde Van Harten om over haar ervaringen te vertellen. In april 2024, sprak ze op 101-jarige leeftijd hierover met Omrop Fryslân.
Zoon Laurens van Veldhuizen heeft het verhaal van zijn moeder en vader opgetekend in het persoonlijke boek ‘Samen in oorlog en vrede’, dat een paar maanden voor Van Hartens overlijden verscheen. Hij hoopt dat het werk van zijn moeder als koerierster van het verzet mensen zal inspireren.
Van Harten overleed in oktober 2024 op 102-jarige leeftijd in Velp en werd bijgezet in het graf van haar man op de Gemeentelijke Begraafplaats Hellendoorn. Ze was op dat moment de laatste nog levende koerierster uit Friesland. Met haar overlijden verdween een laatste levende getuige van een belangrijk stuk Nederlandse verzetsgeschiedenis.